# 藍果穀木
藍果穀木，为野牡丹科穀木屬下的一个植物种。